# Veress Dániel
Veress Dániel (Sepsiszentgyörgy, 1929. június 2. – Sepsiszentgyörgy, 2002. március 29.) erdélyi magyar író, drámaíró, irodalomtörténész. Fia Veress Gerzson (1956–1998) költő.

## Élete
Középiskoláit a sepsiszentgyörgyi Székely Mikó Kollégiumban végezte. A kolozsvári Bolyai Tudományegyetem filozófia–lélektan szakán végzett. Korábban kizárták az egyetemről. Újságíró, majd 1970-től 1992-ig, nyugdíjazásáig a Sepsiszentgyörgyi Állami Magyar Színház dramaturgja. Irodalomtörténettel is foglalkozott, visszatérő kutatási témái az erdélyi emlékiratírók, a reálpolitikus Wesselényi Miklós, vagy a világirodalomban Martin du Gard. Több könyvet írt és szerkesztett Mikes Kelemenről, az ő gondozásában és előszavával jelent meg a Törökországi levelek román nyelvű fordítása (Scrisori din Turcia, 1980). 1996-ban Látó-nívódíj elismerésben részesült. Baráti kapcsolatban állt választott mesterével, Németh Lászlóval, Cs. Szabó Lászlóval. Fia Veress Gerzson költő.

## Értékelése
Pomogáts Béla szerint „írói munkásságának az adott karaktert, hogy elkötelezetten ragaszkodott szülőföldjének hagyományaihoz, ez írói nézőpontját is meghatározta, ugyanakkor széles látókörben fogta át a magyar és európai kultúra értékeit, emellett mindig megkereste azt a kifejezésmódot, legyen az színpadi alkotás, esszé vagy irodalomtörténeti tanulmány, amely által a leghitelesebben nyilváníthatja ki mondanivalóját.”

## Főbb művei
- Mikes. Négy tél. Történeti dráma (Bukarest, 1969)
- Vándorúton. Esszék, portrék, tanulmányok (Bukarest, 1971)
- A rodostói csillagnéző. Kalauz Mikes Kelemen Leveleskönyvéhez (Kolozsvár, 1972)
- Báthory. Véres farsang / Wesselényi. Gräfenbergi éjszakák. Történelmi drámák (Bukarest, 1973)
- Mikes és a szülőföld (Bukarest, 1976)
- Szerettem a sötétet és a szélzúgást. Kemény Zsigmond élete és műve (Kolozsvár, 1977)
- Örvényben (színdarab, 1978)
- Így élt Mikes Kelemen (Budapest, 1978)
- A félreértés (rádiójáték, 1980)
- A színház vonzásában. Jegyzetek a műhelyből (Állami Magyar Színház, Sepsiszentgyörgy, 1980)
- Ünneprontók (1982)
- Wesselényi Miklós (Budapest, 1983)
- A megtévesztett. Misztótfalusi Kis Miklós monológja az eklézsiakövetés után (monodráma, Budapest, 1993)
- Vékára tett mécses. Esszék a XVI–XVIII. századi erdélyi magyar kortörténetek és emlékírások köréből; Pallas-Akadémia, Csíkszereda, 1998
- Férfibú és történeti gyász. Glosszák Wesselényi Miklós életéhez, művéhez, eszmevilágához; Pallas-Akadémia, Csíkszereda, 2000 (Bibliotheca Transsylvanica)
- "Benned róvom erdélyi adómat". Németh László és Veress Dániel levélváltása, 1959–1975; Pallas-Akadémia, Csíkszereda, 2001 (Bibliotheca Transsylvanica)
- A sepsiszentgyörgyi magyar színház rövid története, 1948–1992; Tinta, Árkos, 2021